# USS 레인저 (CV-4)
USS 레인저 (CV-4)는 미국 해군의 항공모함이다. 레인저는 상대적으로 작은 선박이며 그 크기나 배수량은 랭글리와 유사하다. 배의 선루는 배가 완성된 후에 추가된 것이다.